# Rudok

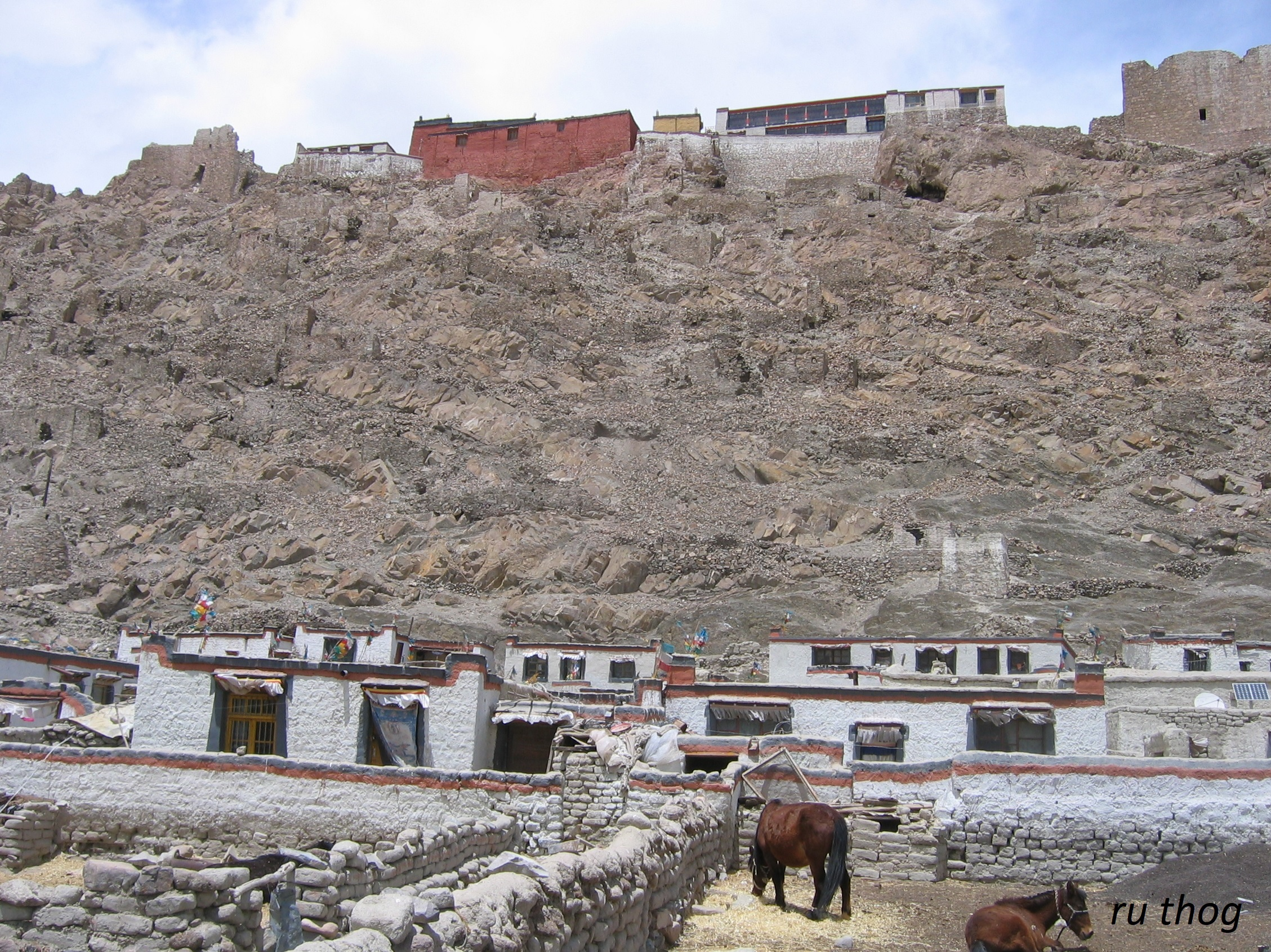

Rudok es un pequeño pueblo en la frontera de Ladakh con el Tíbet. Rudok se encuentra situado en forma pintoresca sobre la ladera de una colina ubicada en el medio de la planicie cerca del extremo este del lago Pangong en Ladakh. Históricamente, y culturalmente ha sido parte integral de Ladakh. Las casas están construidas en escalones, con paredes blanqueadas. 
En la cúspide de la colina se encuentra un gran palacio y varios monasterios pintados de rojo. A un par de kilómetros de la base de la colina se encuentra otro monasterio. Rudok está a unos 3500 m de altitud, y la mayor altitud en la ruta que lo conecta con Lhasa en el paso de Mariom la (la partición de aguas entre el Brahmaputra y el Sutlej) es 5,000 metros.